# Mirambel

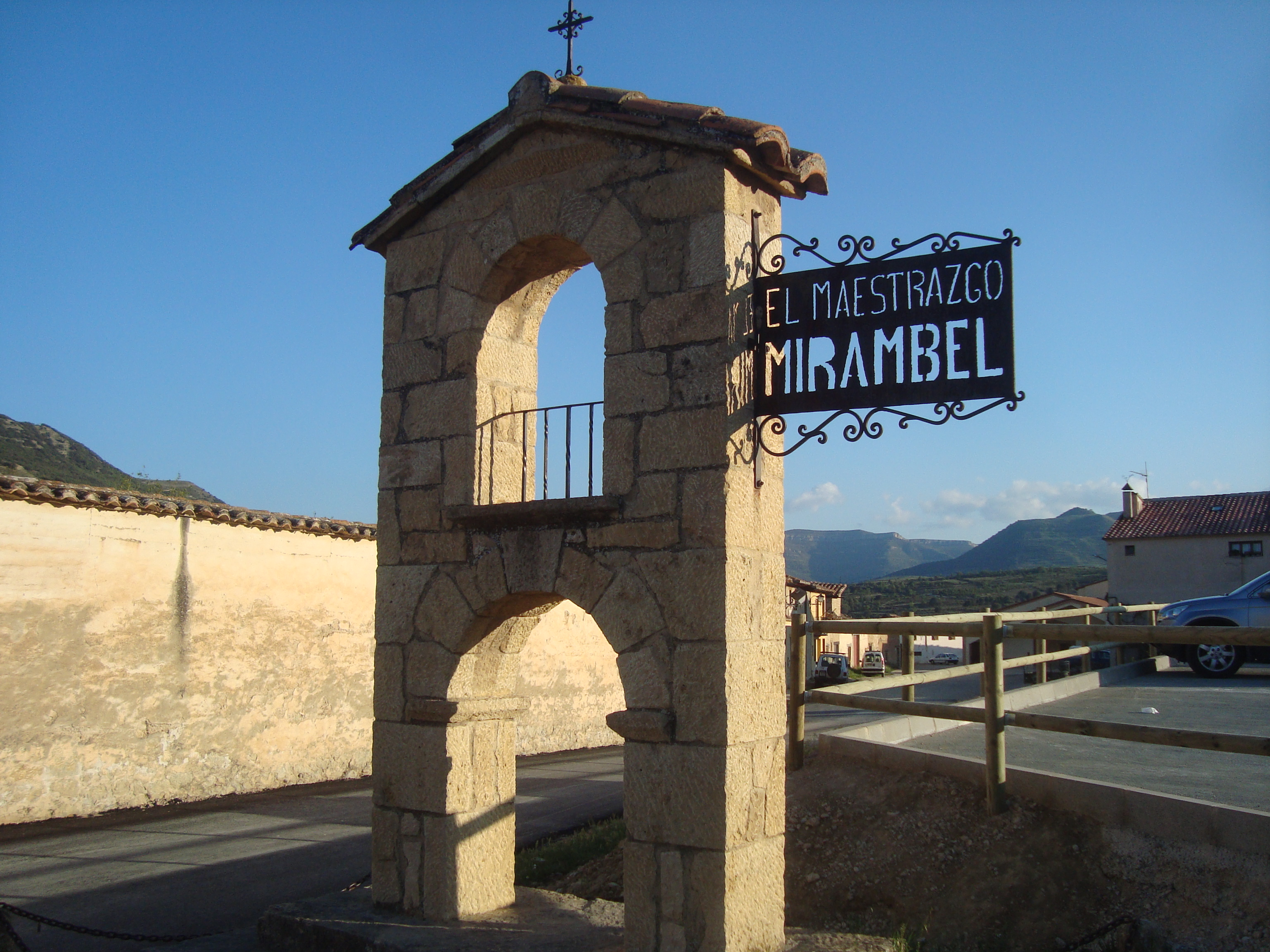
Mirambel

Mirambel es una localidad y municipio español de la provincia de Teruel, comunidad autónoma de Aragón, de la comarca del Maestrazgo. Tiene un área de 45,47 km² con una población de 122 habitantes (INE 2016) y una densidad de 2,68 hab/km².

## Geografía física
Mirambel se sitúa al pie de la montaña de San Cristóbal, cerca de la rambla de Cantavieja, que desemboca en el río Bergantes. La masa forestal se encuentra bastante disminuida, y predominan los prados y pastizales. Destaca la vegetación en la ribera de la rambla de Cantavieja, así como los chopos cabeceros.

## Historia
El área de Mirambel estaba ya poblada en época ibérica, como lo demuestra el yacimiento de El Castellar. Existió asimismo una necrópolis cerca de donde se alzan actualmente la iglesia parroquial y la rectoría. Ya en 1860 el entonces rector de la Universidad de Valencia, Nicolás Ferrer Julve encontró varios enterramientos y hachas de piedra, hallazgos que se han visto ampliados en campañas más recientes.
La primera noticia que se tiene de Mirambel es el documento por el cual Jaime I de Aragón otorgó el señorío de Mirambel al caballero francés Raimundo Beneyto. En 1157 Alfonso II de Aragón le concedió a Mirambel el mismo fuero libre que a Zaragoza. El rey cedió sus cartas de población a sus moradores por medio de Gastón de Castellote, maestre de Sant Redemptor. A raíz de la conquista, el rey debió ceder la villa a un señor. En la era de 1233 (año de 1195) el rey Alfonso II de Aragón hizo donación a Gastón de Castellote de Cantavieja y seis lugares más para que formase una bailía independiente del convento de Teruel, lo que promovió la separación de muchas aldeas. Pedro II de Aragón, que sucedió a su padre Alfonso II, confirmó la donación de la bailía a la orden del Temple, que le otorgaron la carta puebla en 1243. A la disolución del Temple, las tres bailías de Cantavieja, Castellote y Aliaga pasaron a la orden de San Juan. Durante gran parte de la Edad Media Mirambel fue puesto fronterizo entre Aragón y el Reino de Valencia.
Durante la guerra de la independencia el capitán general Joaquín Blake intenta y consigue desalojar a los franceses de Alcañiz, pero éstos se llevaron a varios mirambelanos como rehenes, así como una gran partida de trigo, dinero y un buen número de cabezas de ganado. En Mirambel, ya que estaba defendido por sus murallas, se reunió un buen número de fuerzas hasta el 22 de octubre de 1813 en que, con la rendición de Morella, los últimos franceses abandonaron el Bajo Aragón.
A principios de 1835 aparecieron las primeras partidas carlistas en la provincia de Teruel. En octubre de 1836 el general Evaristo San Miguel puso sitio a Cantavieja y, secundado por Nogueras la rindió y pasó por cuchillo a su guarnición. En noviembre de 1836 Ramón Cabrera visitó la zona. El 24 de febrero de 1837 las tropas partidarias de Isabel II que se dirigían a Cantavieja desde Morella atacaron a los carlistas en las cercanías de Todolella. Estos se defendieron en retirada hasta la iglesia de Mirambel, donde se defendieron. Esa misma noche fueron atacados y el templo quedó reducido a escombros. Mirambel fue ganada de nuevo para los carlistas por el cabecilla Cabañero y Aznar el 25 de abril del mismo año, y al poco tiempo Cabrera instaló una fábrica de pólvora y una fundición de fusilería. Debido a los movimientos del ejército constitucional para 1838 no queda en Mirambel más que una brigada de la artillería carlista, que se batió con las tropas de Ayerbe en abril de 1839. En mayo Cabrera volvió a visitar Cantavieja y Mirambel, y en esta última reunió a sus generales e imprimió su famosa proclama. Sin embargo, a principios de 1840 el general O'Donnell tomó Cantavieja, Mirambel y La Cuba y el 26 de marzo Espartero tomó Morella, Castellote, Segura y Forcall, expulsando a Cabrera a Cataluña.
En agosto de 1872 llegaron a Mirambel las primeras fuerzas de la tercera guerra carlista. A los pocos días se presentaron armados en la villa, solicitando armas y dinero del alcalde, aunque no los acompañó ningún mirambelano.[cita requerida] A los pocos días proliferaron las partidas por toda la provincia, pese a la llegada de dos pequeñas columnas del ejército liberal. A últimos de 1872 en Aragón se había declarado oficialmente la guerra, por lo que se levantaron muchas más partidas que, sin embargo, fracasaron a los comienzos de la campaña. El 27 de agosto de 1873 los carlistas se vieron sorprendidos en Cantavieja, perdiendo más de 750 hombres. Después de este hecho, el gobierno concentró fuerzas en la región, lo que obligó a los carlistas a abandonar la zona y aceleró el fin de la contienda.
En 1986 se rodaron varias escenas de la serie televisiva Clase media, y en 1994 se rodó gran parte de la película de Ken Loach Tierra y Libertad. En 1996 se grabaron varias escenas de la película En brazos de la mujer madura, de Manuel Lombardero.

## Demografía
Mirambel cuenta con una población de 107 habitantes (INE 2024).
| Gráfica de evolución demográfica de Mirambel entre 1842 y 2021                                                      |
| |
| Población de derecho según los censos de población del INE Población de hecho según los censos de población del INE |

La mayor vitalidad demográfica de Mirambel se dio en el siglo XVI, mientras que desde entonces hasta la actualidad la población ha descendido fuertemente, aunque el ritmo se ha ido desacelerando en la primera década del siglo XXI.

### Economía
La economía actual de Mirambel gira en torno al sector agropecuario y turístico. Entre sus producciones agrícolas más tradicionales se encuentran las almendras y las viñas, así como las trufas cuando la climatología lo permite. Existe además una importante cabaña ganadera de porcino y ovino.

### Transporte y comunicaciones
La carretera A-226 es la única que atraviesa el término de Mirambel, uniéndola con Cantavieja por el sur y con Olocau del Rey por el norte, donde la carretera cambia su nombre a (CV-121).

## Administración y política
| Período   | Alcalde                   | Partido     |  |
| --------- | ------------------------- | ----------- |  |
| 1979-1983 | Enrique Ferrer Ibáñez     | UCD         |  |
| 1983-1987 |                           |             |  |
| 1987-1991 |                           |             |  |
| 1991-1995 |                           |             |  |
| 1995-1999 |                           |             |  |
| 1999-2003 |                           |             |  |
| 2003-2007 | Ricardo Monforte Barreda  | PSOE-Aragón |  |
| 2007-2011 | Ricardo Monforte Barreda  | PSOE-Aragón |  |
| 2011-2014 | Ricardo Monforte Barreda  | PSOE-Aragón |  |
| 2015-2019 | Mari Carmen Soler Monfort | PSOE-Aragón |  |
| 2019-2023 | Mari Carmen Soler Monfort | PSOE-Aragón |  |

| Partido político    | Partido político                                   | 2003   | 2007   | 2011   | 2015   | 2019   |
| Partido político    | Partido político                                   | Ediles | Ediles | Ediles | Ediles | Ediles |
|                     | Partido de los Socialistas de Aragón (PSOE-Aragón) | 4      | 4      | 4      | 4      | 4      |
|                     | Partido Aragonés (PAR)                             | —      | 1      | 1      | 1      | 1      |
|                     | Partido Popular de Aragón (PP)                     | 1      | —      | —      | —      | —      |
|                     | Chunta Aragonesista (CHA)                          | —      | 0      | —      | —      | —      |
| Total de concejales | Total de concejales                                | 5      | 5      | 5      | 5      | 5      |

## Patrimonio

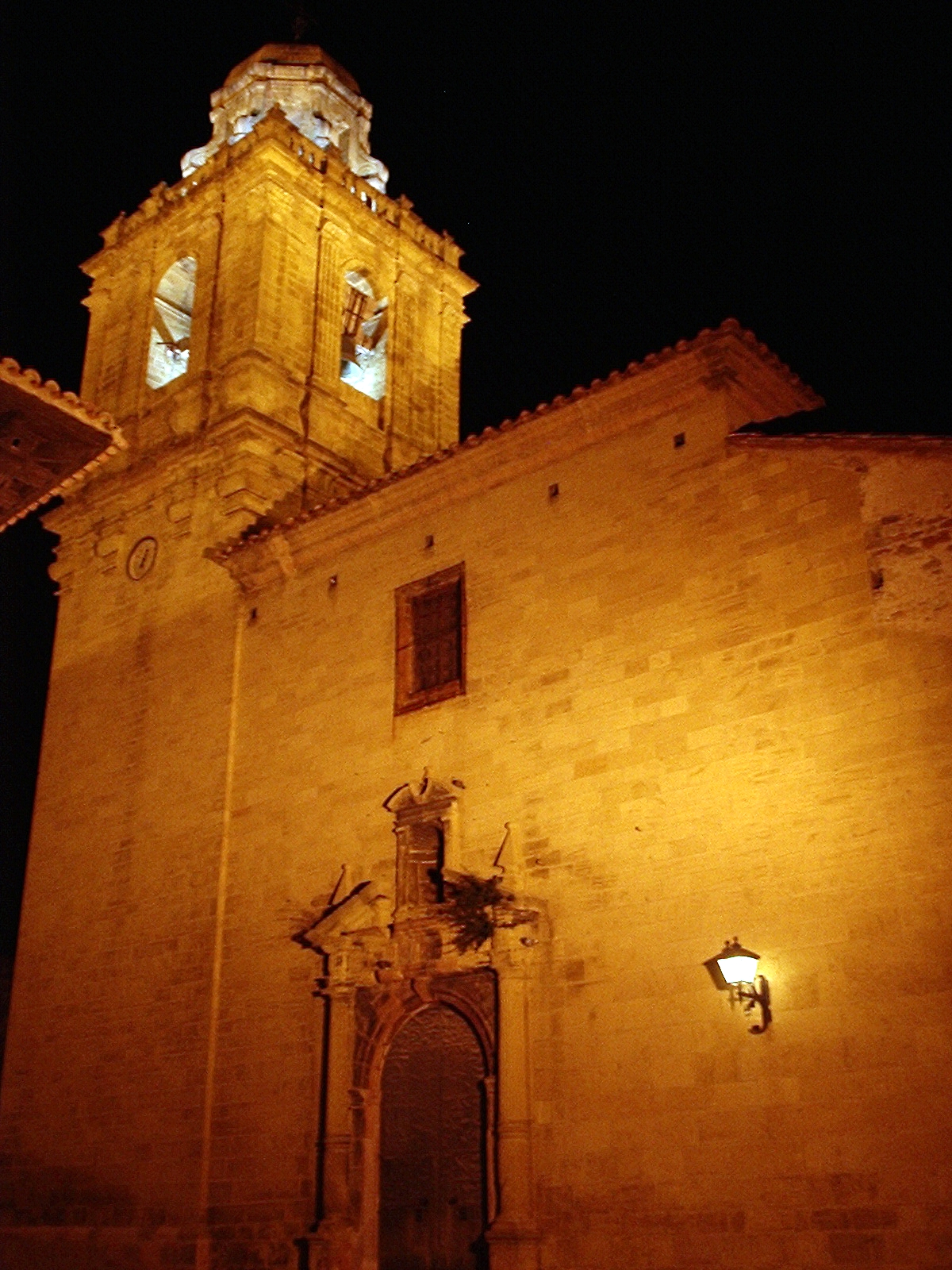
Iglesia de Mirambel

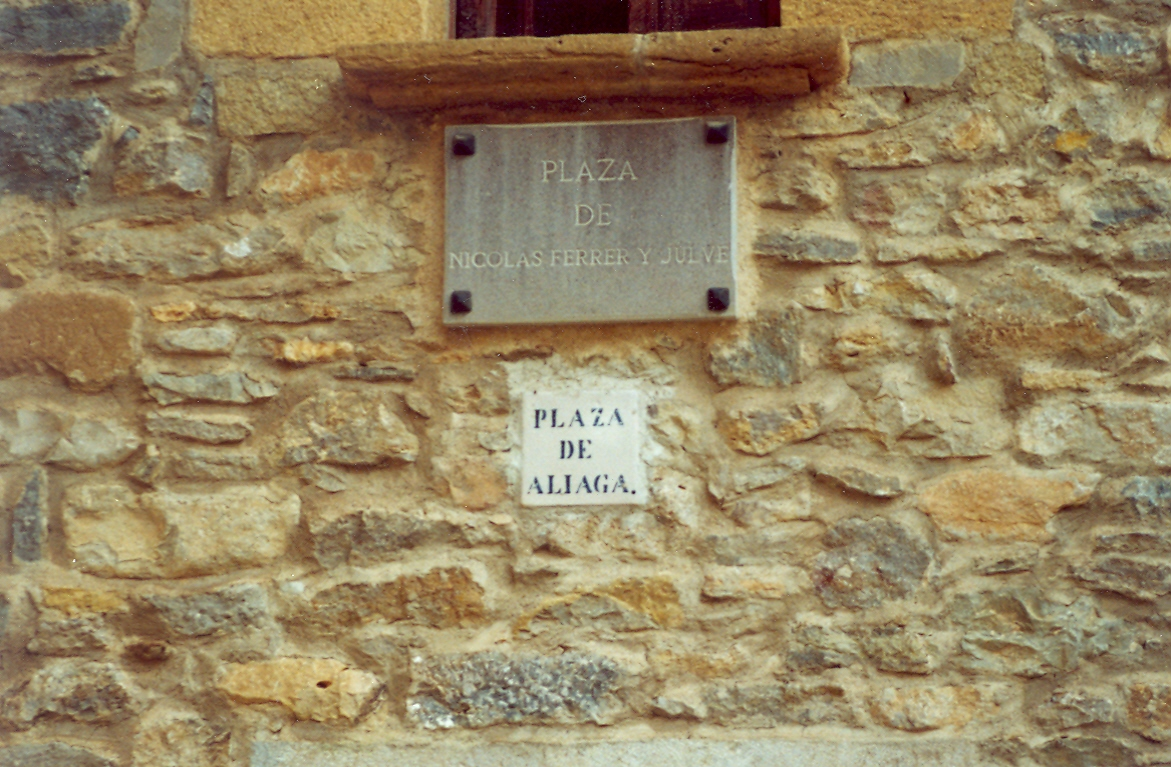
Placa de la plaza dedicada al rector Nicolás Ferrer Julve

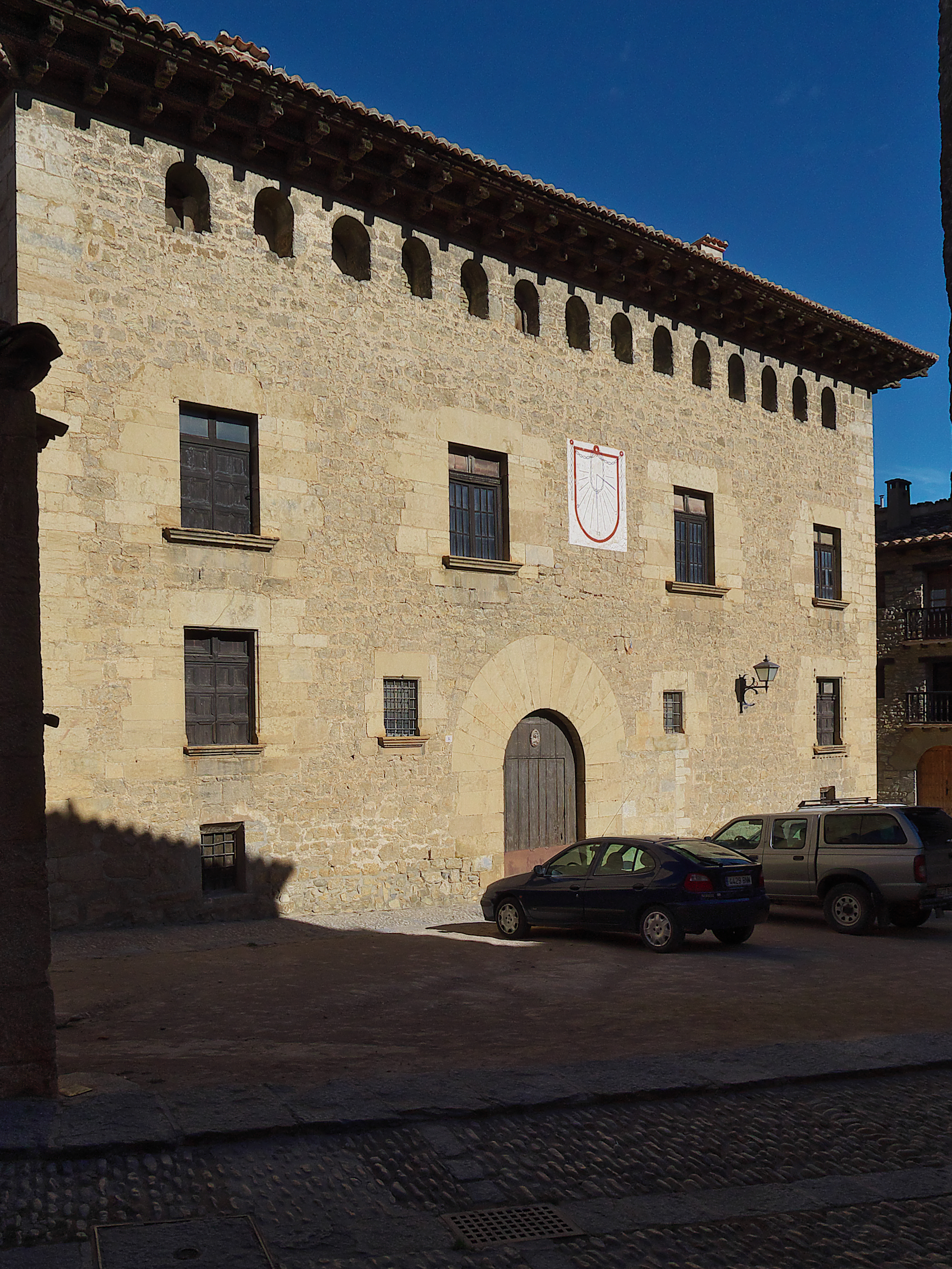
Casa Aliaga

- Centro histórico: el centro histórico de Mirambel es uno de los conjuntos arquitectónicos más importantes de Aragón. En 1980 todo el casco urbano de declaró BIC por ser «villa cargada de historia, conservando en su totalidad el recinto amurallado y las notables construcciones, sin alterar la imagen y el ambiente Medieval»[6] y recibió en 1981 la Medalla de Oro de Europa Nostra por las tareas de restauración,[14] que entregó personalmente la reina Sofía de Grecia, a la que se le concedió el título de "hija adoptiva de Mirambel".[6] Mirambel también está catalogado como Uno de Los Pueblos Más Bonitos de España desde el año 2018 y pertenece a la asociación homónima.
- Murallas: rodean totalmente la villa y en parte están ocultas por las casas adosadas a las mismas,[14] excepto en la parte norte, en que están totalmente visibles. Parte de las murallas fueron construidas por los caballeros templarios, y en sus tiempos existían al menos cinco torres, de las que quedan dos en la actualidad, ambas en la parte norte. Las murallas cercaban totalmente la población medieval, que posteriormente creció a lo largo de la actual calle Mayor. Entre los accesos destaca el Portal de las Monjas, con su decoración de celosías de yeso.[14]
- Convento de las Monjas Agustinas: se sabe que en 1342 se dio permiso para reconstruir una ermita extramuros de la villa. En 1413 el Justiciable Bayle y otros habían incurrido en excomunión por haber derribado la ermita a fin de construir de una parte de las murallas. En abril de 1564 la villa cedió en usufructo la nueva ermita para fundar el convento de las religiosas Agustinas y el 15 de abril de ese año tomó posesión su fundadora, procedente de Valencia. En 1789 la villa cedió el dominio directo de la ermita. La iglesia de Santa Catalina Mártir es de dimensiones regulares aunque bien ornamentada, estando aneja al convento y casa que fueron el antiguo hospital. El altar mayor de la iglesia obedece al orden salomónico. Existen otros retablos góticos y varias inscripciones muy difuminadas. En el huerto del convento estaba enclavada una de las torres redondas que fortificaban y resguardaban la villa. Se mandó derribar en 1892, sin respetar las inscripciones árabes que tenía.
- Iglesia de Santa Margarita: la iglesia parroquial de Mirambel aparece mencionada ya en su carta puebla, en la que el rey Jaime II de Aragón concede autorización para allegar recursos a su reparación en 1308. El 12 de septiembre de 1679 encontramos un acuerdo de sus vecinos para fabricar la nueva planta. En 1837, en el contexto de la Primera Guerra Carlista se prendió fuego a la iglesia, que quedó destruida con gran parte de su patrimonio. Tan sólo restaron las paredes y la torre, reutilizadas en la reconstrucción que dirigió el valenciano Salvador Minero, en estilo barroco.[14]
- Casa Consistorial: el Palacio Consistorial se terminó en 1615, aunque las obras habían comenzado al menos en 1538.[15] Se encuadra en la tradición de las lonjas-trinquete y tiene tres plantas.[14] Le caracterizan los arcos de sillería, los ventanales y los ráfeles de los tejados, que indican una época de poder económico. En su planta baja se encuentra una cárcel de cronología anterior, probablemente gótica.[14] En su sala principal, en la segunda planta, se han llegado representado obras teatrales dada su amplitud. Figura en su fachada el escudo de la villa tallado en piedra.
- Castillo: el núcleo principal que permanece hoy día es la parte más antigua del mismo, y una pequeña parte de lo que fue durante la Edad Media. Data al menos del siglo XIII y fue reformado varias veces hasta que acabó convirtiéndose en una vivienda particular alrededor del siglo XIX y fue demolido en gran parte en la década de 1950. Quedan restos de las paredes de mampostería y algunas de adobe con arcos apuntados de acceso. En 1999, el Instituto de Patrimonio Histórico Español llevó a cabo unas excavaciones arqueológicas que ha contribuido a conocer algo mejor la historia del monumento.[16]
- Casa de Aliaga: tiene la distribución típica de los palacios renacentistas aragoneses. Es muy similar a la Casa Castellot, que se encuentra en la misma plaza. La puerta de ingreso al palacio es en arco de medio punto; en la planta noble, las ventanas tienen alféizar moldurado; y el ático se cierra con una galería de arquillos aragonesa debajo de un amplio alero volado.[17]
- Casa Castellot: se trata de un palacio renacentista aragonés típico, que ocupa todo un frente de la plaza Aliaga. En la fachada se concentran todos los signos del elevado estatus social de la familia propietaria. En la planta baja hay una sobria portada con arco de medio punto. En la planta noble las amplias ventanas son adinteladas con el alféizar moldurado y por último el edificio se cierra con la típica galería de arcos aragonesa bajo un doble alero volado de madera.[18]
- Cementerio: unido a la iglesia parroquial existía uno de los cementerios antiguos, del que quedan algunos restos. En su origen era considerablemente mayor de lo que es ahora, ya que se redujo al ampliarse la iglesia den 1689. En 1840, siendo alcalde Juan Pastor, se inauguró el nuevo cementerio. Está situado en la altura del Calvario y unido a la antigua ermita del Santo Sepulcro.

## Cultura

### Festividades
- San Antón: Se celebra el 16 de enero, vísperas de San Antonio Abad. Tradicionalmente se representaba la sanantonada (un auto cómico-dramático sobre las tentaciones del santo) en la plaza de Aliaga, pero hace ya años que no se realiza.[19]
- San Jorge: Patrón de Aragón, su festividad se celebra el 23 de abril con una romería hasta la ermita de San Jorge.[19]
- San Cristóbal: Se celebra el 1 de mayo con una romería a la ermita de San Cristóbal.[19]
- Santa Ana: Se celebra el 12 de mayo con una romería a la ermita de Santa Ana.[19]
- San Roque y Santa Margarita: Son las fiestas mayores y se celebran el fin de semana más cercano al 15 de agosto, dedicadas a San Roque, patrón de los quintos y Santa Margarita, patrona de la villa. Los actos incluyen toros de fuego, vaquillas y bailes.[19] Se baila el rolde, el baile popular de Mirambel.[20]
- 'San Martín': Patrón de la villa, su festividad se celebra el 11 de noviembre con una romería a la ermita de San Martín y una misa de honor.[19]

### Curiosidades
- Mirambel es el primer y único municipio de España en tener un Paseo de Ken Loach. El propio director de cine británico asistió el 30 de noviembre de 2019 a su inauguración coincidiendo con el 25.º aniversario del rodaje de la película Tierra y Libertad.[21]

### Deporte
El término de Mirambel ofrece un buen escenario para el senderismo y el cicloturismo. Allí discurre un tramo del GR-8, existen varios senderos señalizados hasta Tronchón y una ruta para bicicleta de montaña entre Cantavieja y La Cuba.